# Mályva-busalepke
A mályva-busalepke (Carcharodus alceae) a busalepkefélék családjába tartozó, Európában, Nyugat- és Közép-Ázsiában honos lepkefaj. 

## Megjelenése
A mályva-busalepke szárnyfesztávolsága 2,6-3,2 cm. Szárnyainak felső oldalának alapszíne bronzbarna, sötétebb barna, nagy, szögletes foltokból álló szabálytalan harántsávokkal. Az elülső szárnyakon kis, fehéres-áttetsző foltok találhatók. A szárnyak fonákja világosabb barna, harántsávokkal márványozva. A hátsó szárnyak fonákján fehéres, szabálytalan foltok láthatók. A csápbunkó vége hosszan kihegyesedő.
Petéje gömb alakú, eleinte sárga, majd vörösbarna, felszíne erősen rücskös-bordás.
A hernyó hamu- vagy vörösesszürke, hátán sötét csíkokkal, oldalán világos sávval, testszerte rövid fehér szőrökkel. Az első szelvényen négy fekete folt között három élénksárga vagy sárgásvörös folt található.
Változékonysága nem számottevő.

### Hasonló fajok
A tisztesfű-busalepke és a pemetefű-busalepke hasonlít hozzá.

## Elterjedése
Európában (a Brit-szigetek és Skandinávia kivételével), valamint Nyugat- és Közép-Ázsiában honos. Magyarországon az egész országban megtalálható. 

## Életmódja
Meleg, száraz réteken, útszéleken, parlagon hagyott területeken, bolygatott élőhelyeken fordul elő, ahol hernyóinak tápnövényei, a különböző mályvafélék élnek. Az éghajlat változásával észak felé terjed. Évente több generációja is felnő. Németországban általában két generáció figyelhető meg, az imágók április végétől júniusig, majd július közepétől szeptember elejéig repülnek. Délebbre, mint Magyarországon három generáció (április eleje-május vége, június eleje-július vége, augusztus eleje, szeptember közepe) is követheti egymást. Az utolsó lárvastádiumokban lévő hernyó áttelel és tavasszal többnyire újabb táplálkozás nélkül bebábozódik. 

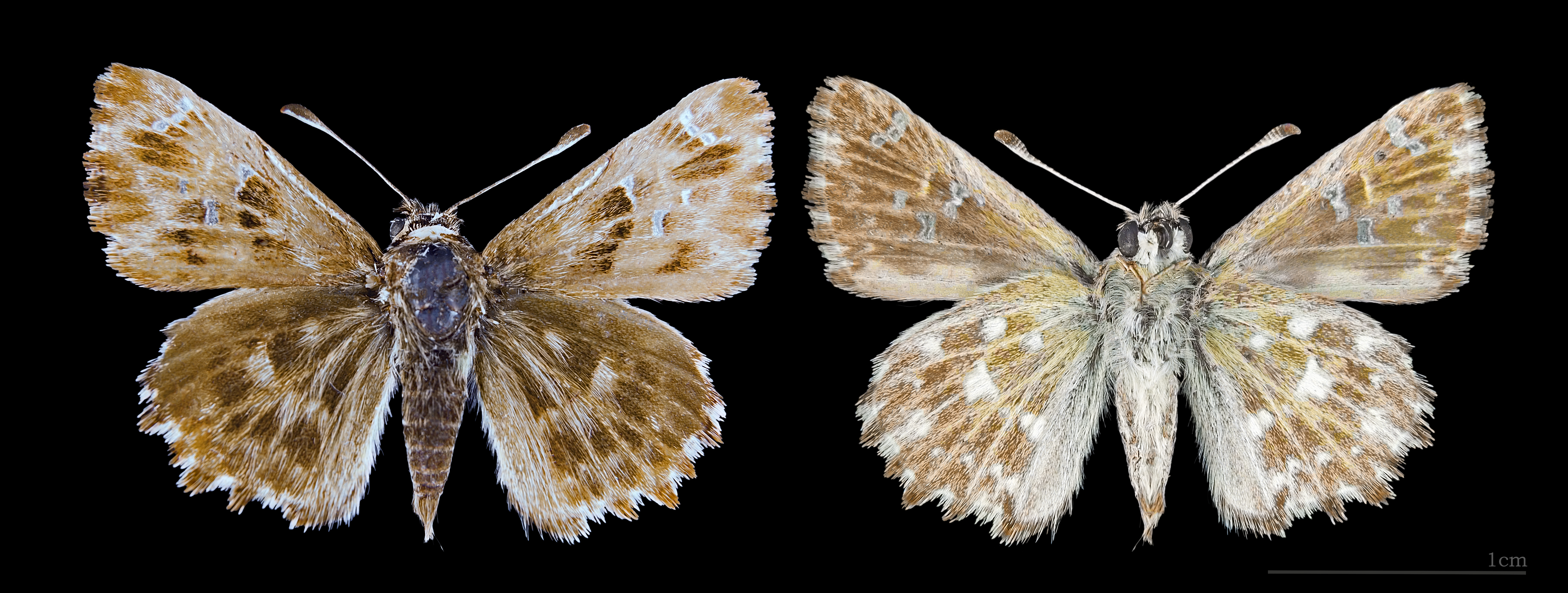
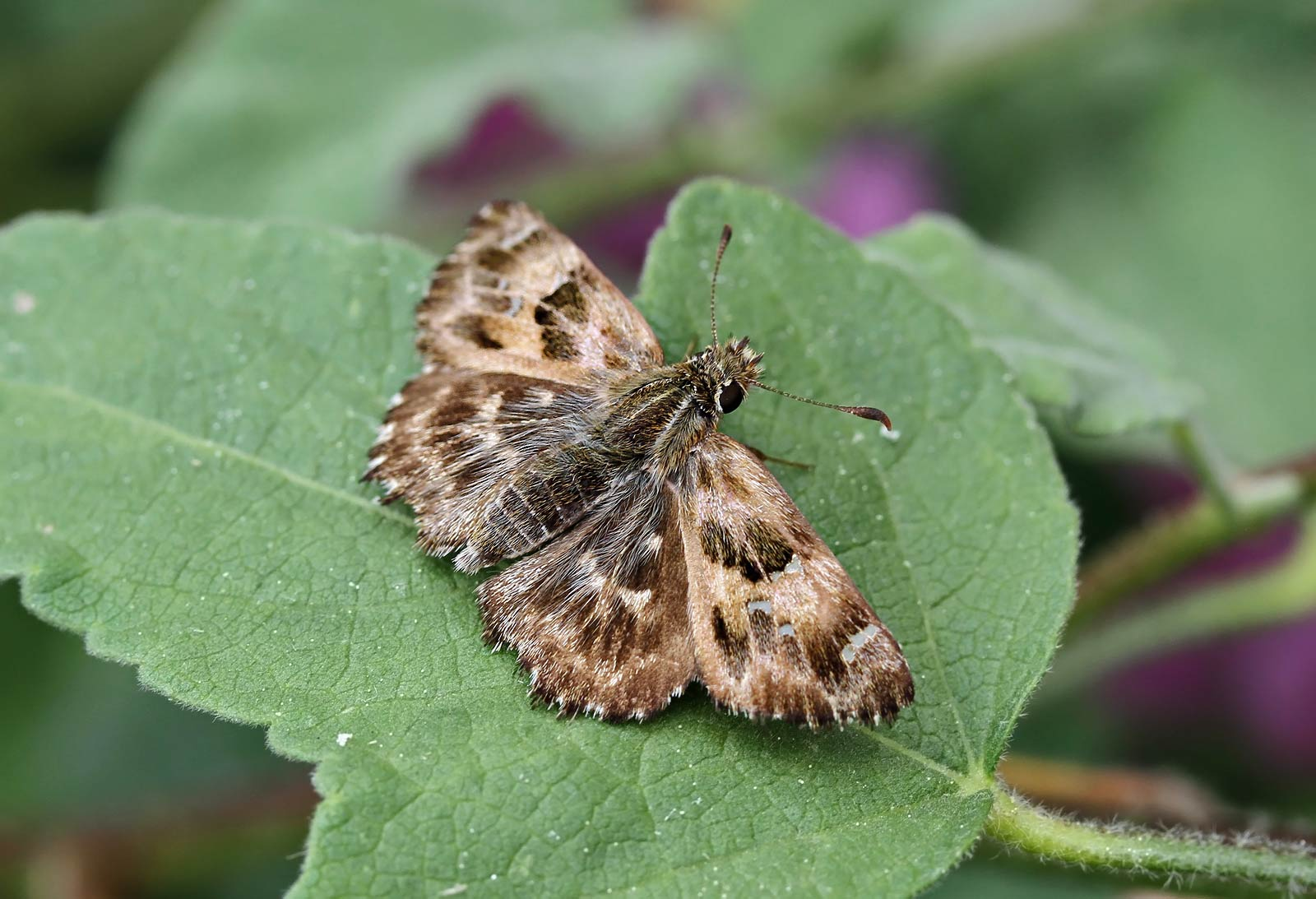
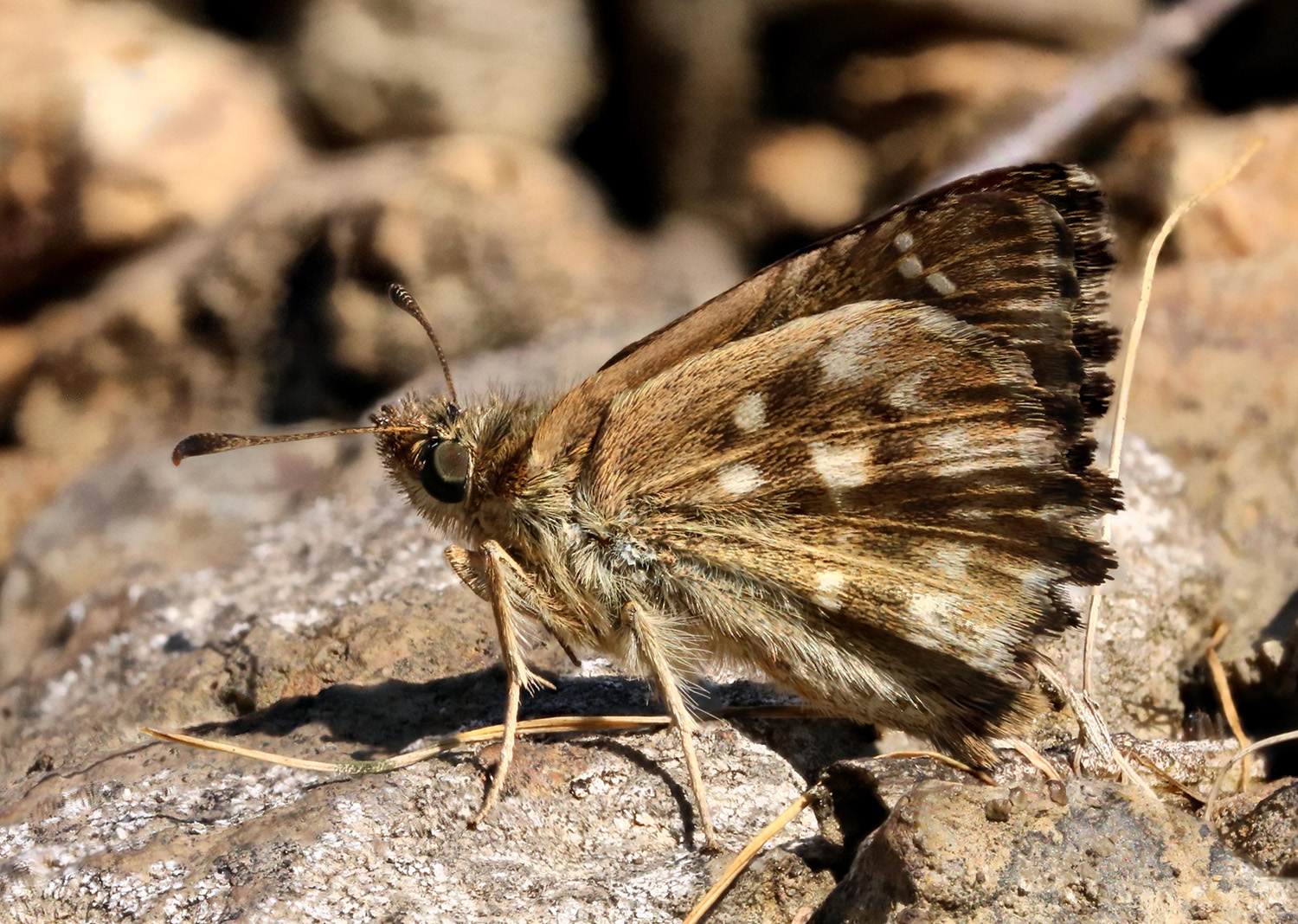
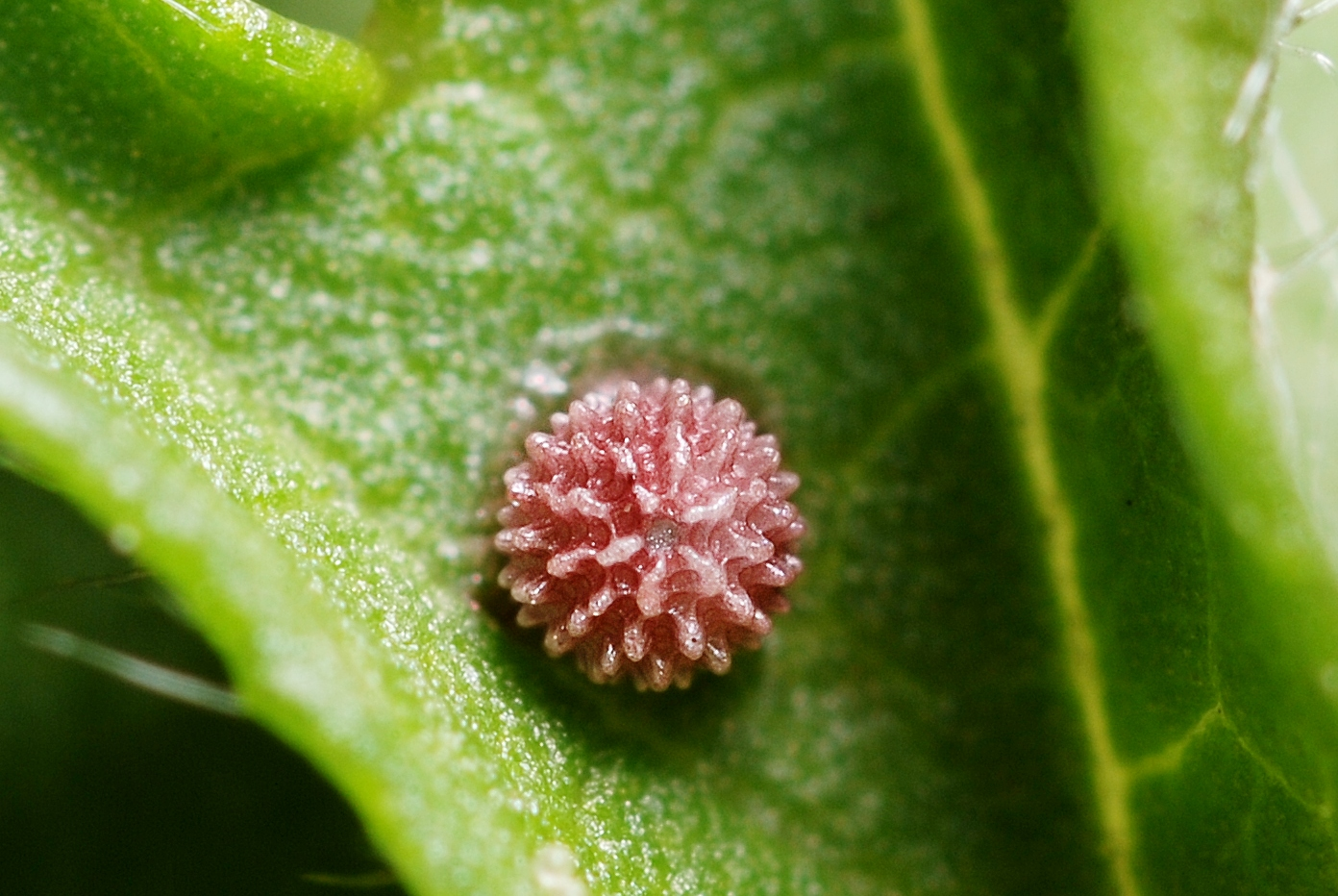
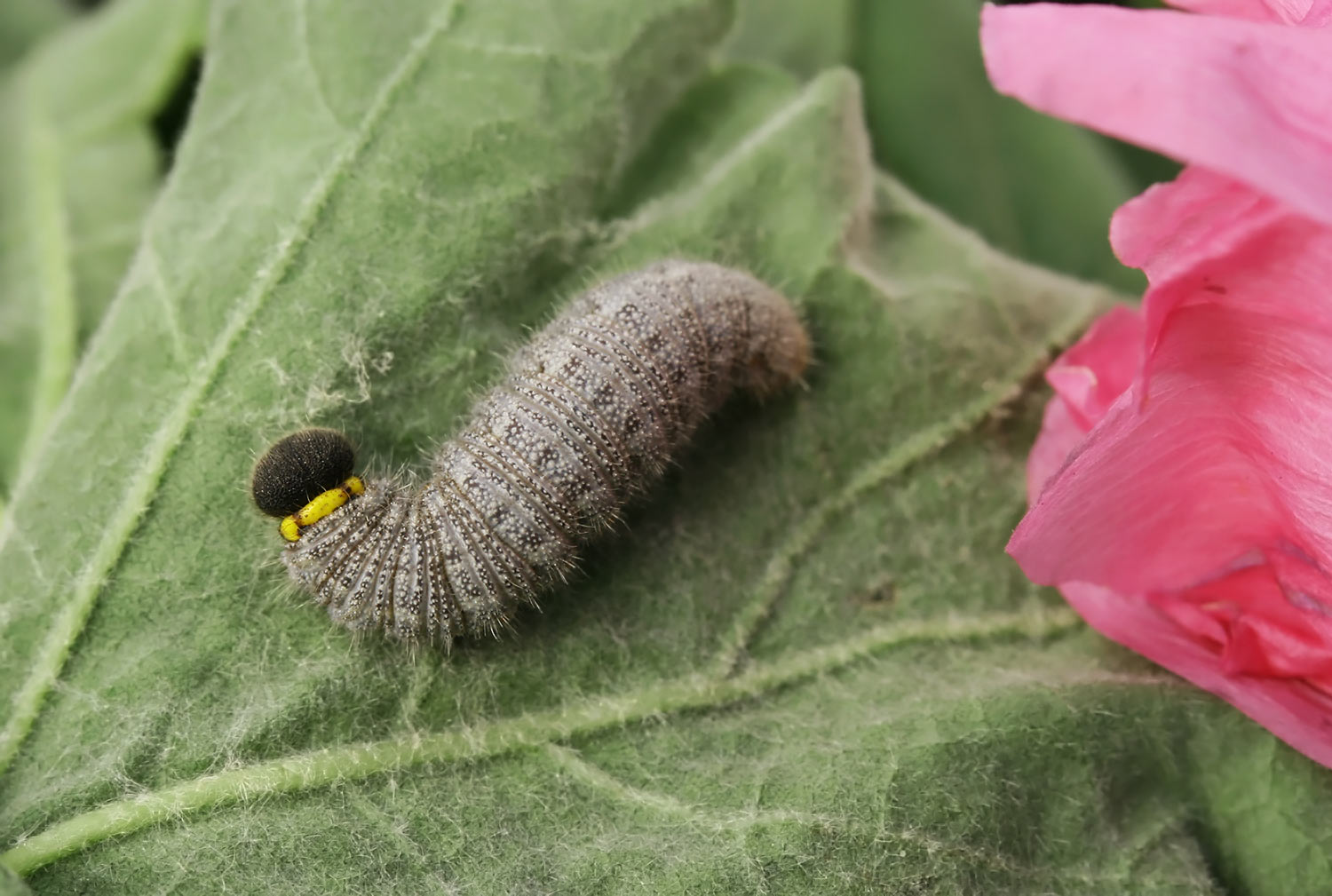

Magyarországon nem védett.